# 대한민국 제4차 국민투표
대한민국 제4차 국민투표는 1975년 2월 12일 실시되었다.

## 배경
1972년 유신 헌법의 통과로 대통령의 절대권력 하에 유신독재가 시작되었다. 그러나 국민들의 거센 반유신 운동은 헌법개정청원운동본부를 만들기에 이르렀고, 박정희 정권은 이를 막기 위해 긴급조치 등을 선포했으나 역부족이었다.
1975년 1월 22일 박정희 대통령은 특별담화를 통해 유신헌법에 대한 찬반 국민투표를 실시 할 것을 발표했다. 박정희 대통령은 특히 “이번 국민 투표는 비단 현행 헌법에 대한 찬반 투표뿐만 아니라 대통령에 대한 신임투표로 간주 하겠다”고 말하고 “만일 국민이 헌법의 철폐를 원한다면 그것은 대통령에 대한 불신임으로 간주하고 즉각 대통령 직에서 물러날 것”이라고 밝혔다.
이에 국민투표의 성격상 결과가 찬성으로 나올 것이 뻔했기 때문에 야당인 신민당과 통일당은 투표 반대 운동을 펼쳐나갔으나, 결국 유권자 79.8%가 투표에 참여, 찬성 74.4%로 유신체제는 유지되었다.

## 결과
| 헌법 유지 및 정부신임 | 헌법 유지 및 정부신임 | 헌법 유지 및 정부신임 |
| 찬성 또는 반대        | 득표수                | 득표율                |
| --------------------- | --------------------- | --------------------- |
| 찬성                  | 9,800,201             | 73.1%                 |
| 반대                  | 3,370,085             | 25.1%                 |
| 유효표                | 13,170,286            | 98.25%                |
| 무효표                | 233,959               | 1.75%                 |
| 총 득표수             | 13,404,245            | 100.00%               |
| 투표율                | 79.8%                 | 79.8%                 |
| 유권자수              | 16,788,839            | 16,788,839            |

## 같이 보기
- 유신헌법
- 박정희
- 제4공화국